# Kho Orluk
Kho Orluk o Kho Örlög (1580 circa – 1644), taish della tribù oirate dei torgud, fu il primo khan dei calmucchi.

## Contesto
Alla fine del XVI secolo, una serie di sconfitte ad opera di principi mongoli (ad esempio nel 1577 ad opera di Abdai Khan, dei khalka) costrinsero le tribù degli oirati a scegliere tra la sottomissione o l'emigrazione. A quel tempo molti dei capi degli oirati vivevano sparsi lungo il fiume Irtyš e nel 1603 gruppi di loro esploratori si aggiravano già fino al khanato di Khiva sul lago d'Aral, evitando però di impegnarsi in grandi conflitti. All'inizio del XVII secolo le dispute interne tra i principi mongoli diedero un po' di respiro agli oirati, che riuscirono ad ottenere alcune vittorie sui khalka nel 1606, 1623 e 1628-1629. Alcune tribù, tuttavia, si trovarono costrette ad emigrare. 

## Ricerca di nuovi territori
Nel 1606 Kho Orluk, taish della tribù oirate dei torgud, chiese ai russi il permesso di spostarsi lungo il confine russo sui fiumi Išim e Kamyšlovka (vicino a Kamyšlov), di commerciare con la città di Tara, sul fiume Irtyš, e di scambiare ambasciatori. Quando però il governo russo chiese la sua sottomissione, Kho Orluk fece giustiziare gli ambasciatori russi. Intorno al 1608 Kho Orluk, che era a capo di solamente cinque accampamenti e circa 4.000 persone, si alleò, grazie al matrimonio di sua sorella, con Dalay Bagatur, un taish dei dôrvôd. Questa alleanza matrimoniale diede a Dalay Bagatur maggior potere sui dôrvôd e permise a Kho Orluk progettare un'avanzata verso ovest con l'appoggio del cognato. Kho Orluk e Dalay Bagatur conquistarono vaste aree del khanato di Sibir, che era stato sconfitto dai russi nel 1598. Alcuni anni più tardi, nel 1620, una figlia di Kho Orluk sposò Ishim Khan, figlio di Küçüm, khan di Sibir.

## Sottomissione dei nogai
Quando sia i tentativi di raggiungere un accordo con i russi, sia gli attacchi ad alcune città russe (come Tara, Tjumen' e Tobol'sk) si rivelarono inefficaci, Kho Orluk e Dalay Bagatur concentrarono i loro attacchi nei territori dei nogai, vassalli tatari della Russia. Ad una prima campagna di ricognizione contro l'Orda Nogai nel 1608, ne seguì un'altra nel 1613.
Con il passare degli anni il gruppo di Kho Orluk si era accresciuto grazie alla costante espansione territoriale e all'inclusione di altri oirati fuggitivi: Kho Orluk giunse ad avere a disposizione 12.000 cavalieri, suo figlio Shukhur Daichin altri 10.000. Nel 1628 Kho Orluk si spinse fino al fiume Emba e subordinò al suo potere l'orda Džemboyluk (una delle orde dei nogai). Nel 1629-1630 assediò le città cosacche lungo l'Ural. Nel 1630, con il grosso delle forze dei torgud, si avvicinò alle rive del Volga. Nel 1632 il nogai Kanabey Mirza si schierò con Kho Orluk e Dalay Bagatur e propose un attacco congiunto ad Astrachan'. Due figli di Kho Orluk, Shukhur Daichin e Louzang (Lubsan), avanzarono verso la città, riuscendo ad intrappolare i nogai e i russi presso il fiume Bolšoj Uzen', tra il Volga e l'Ural. Nel 1633 Kho Orluk sottomise i nogai, nei cui territori insediò i torgud sotto la guida di Shukhur Daichin. Molti nogai decisero di fuggire prima ad Astrachan' e poi, a causa dell'atteggiamento repressivo del governatore della città, ad Azov.

## Fine dell'alleanza oirata
Gli oirati fecero diversi tentativi per mantenere la pace interna. Nel 1616-1617 e nel 1640, ad esempio, convocarono grandi assemblee dei loro principi, decisero un'azione comune contro i khalka ed emisero decreti. Ciononostante non riuscirono a garantire una duratura cooperazione tra le varie tribù.
Dopo la sconfitta dei nogai, Dalay Bagatur cominciò a preoccuparsi per l'accresciuto potere di Kho Orluk e nel 1635, alleatosi con alcuni capi kazaki, costrinse Kho Orluk a ritirarsi. Quest'ultimo, alla guida di 20.00 uomini, si spostò verso ovest, dirigendosi dai fiumi Tobol e Išim al fiume Emba.
Nel 1640 Kho Orluk e due dei suoi figli, Shukhur Daichin ed Elden, si recarono in Zungaria, ai piedi dei monti Tarbagatai. Qui gli oirati e i taish mongoli conclusero un trattato di pace e approvarono leggi comuni. Kho Orluk diede in sposa sua figlia a Erdeni Batur, fondatore del khanato degli zungari. Nonostante i decreti, gli accordi e le alleanze matrimoniali, fra gli ex-alleati alleati continuarono gli scontri.

## Morte di Kho Orluk
L'arrivo degli oirati nei territori dei nogai cambiò l'equilibrio politico dell'Europa orientale. Gli oirati minacciavano con incursioni le regioni tra Bukhara (1639) e Samara (1643). Nel 1636-1637 la sola notizia dei loro preparativi di guerra indusse i nogai rifugiatisi ad Azov a fuggire oltre il Don. Il commercio russo nella regione fu interrotto negli anni 1630 e negli anni 1640. Per opporsi agli oirati, il governo russo inviò rinforzi ad Astrachan', arrestò capi tribù inaffidabili, costruì o rinnovò linee di fortificazione e, a quanto pare, collaborò persino con il khanato di Crimea.
Nell'estate del 1643 Kho Orluk, insieme al figlio Louzang e al nipote Dayan Erke, attraversò il Volga con oltre 10.000 uomini, con l'intenzione di attaccare i nogai sui fiumi Terek e sul Kuban. Le loro truppe si divisero per inseguire i nogai e Kho Orluk attraversò il Terek avanzando nel Caucaso settentrionale. I cabardi al comando di Alayuk, rinforzati da nogai e tatari di Crimea, intrappolarono Kho Oruluk in un passo di montagna e lo uccisero insieme a un figlio e a due nipoti. I russi colsero l'occasione e attaccarono gli oirati mentre si ritiravano attraverso il Volga e poi sul fiume Ural.
A Kho Orluk succedette il figlio maggiore Shukhur Daichin.
Nel corso del tempo, i discendenti degli oirati immigrati nella regione del Volga inferiore adottarono il nome di calmucchi, indipendentemente dalla loro ubicazione: Astrachan', la regione cosacca del Don, Orenburg, Stavropol', il Terek e gli Urali.